# Morgonstjärnan (TV-program)
Morgonstjärnan var ett jullovsprogram i SVT, regisserat av Peter Dalle, med Pernilla Wahlgren och Thorsten Flinck i huvudrollerna. Programmet sändes under perioden 24 december 1985 – 1 januari 1986. 
Morgonstjärnan ramades in av korta sketchliknande scener med den tuffe Allan, spelad av Flinck, och den mer präktiga Pernilla.
Sketcherna varvades med tecknade kortfilmer och musikframträdanden av Pernilla Wahlgren. I programmet förekom även gästspel av svenska artister som medverkade i sketcherna och musikunderhållningen.

### Fotnoter
1. ↑  ”Svensk mediedatabas”. http://smdb.kb.se/catalog/search?q=Morgonstj%C3%A4rnan+typ%3Atv&sort=OLDEST. Läst 1 april 2011.